# マイケル・ティーマン

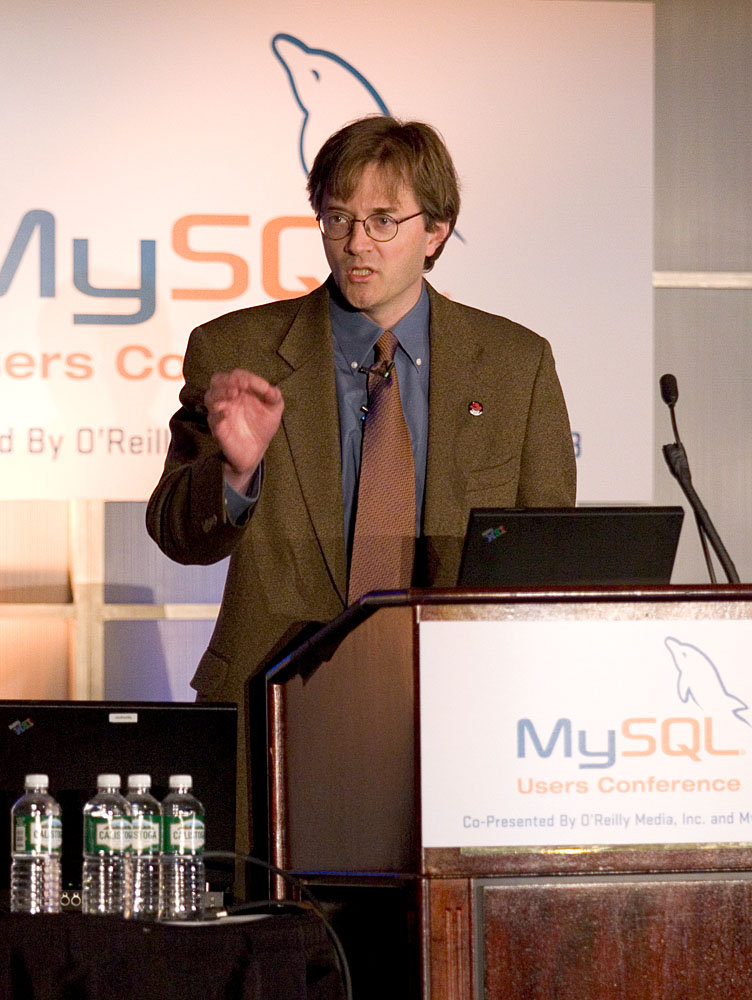
MySQL Conference 05におけるマイケル・ティーマン

マイケル・ティーマンはレッドハットのオープンソース部門ヴァイスプレジデント、ならびにOpen Source Initiativeの会長(President)である。彼は、以前レッドハットにおける最高技術責任者(CTO)であった。彼は、いくつかの理事会・委員会を取り仕切っており、その中には、Embedded Linux Consortium、XMPP Technical Advisory Board、GNOME Foundation Advisory Board、the Sahana Board、そして、ActiveState Tool Corpの委員(ボードディレクター)も含まれる。
彼は1989年、シグナスソリューションズを共同で設立した。彼のプログラミングによる自由ソフトウェアへの貢献は、GNU C++コンパイラ(g++)の原著作者、GNU CコンパイラとGNUデバッガに含まれている。また彼は2001年に封切られたドキュメンタリ映画Revolution OSにも出演している。
彼は1986年、ペンシルベニア大学ムーア・スクール（電気工学部）にて学士号を得ている。